# Спаандерман, Яап
Яап Спаандерман (полное имя Якобус Хендрикус Бастиаан Спаандерман, нидерл. Jacobus Hendrikus Bastiaan Spaanderman; 17 октября 1896, Гауда — 22 июля 1985, Ларен) — нидерландский пианист, дирижёр и музыкальный педагог. Сын органиста и дирижёра, носившего то же имя (1864—1943).
Учился в Амстердамской консерватории как виолончелист (у Исаака Мосселя) и пианист (у Сары Босманс-Бенедиктс), окончив оба класса с отличием в 1918 и 1920 гг. соответственно. Выступал как пианист в составе Трио Консертгебау (с Луи Циммерманом и Мари Лёвенсоном). В 1922—1932 гг. преподавал фортепиано в амстердамском Музыкальном лицее. В 1932—1949 гг. возглавлял Арнемский филармонический оркестр, затем вернулся в Амстердам, где вновь, уже в консерватории преподавал фортепиано и дирижирование. Среди учеников Спаандермана — ведущие голландские пианисты и дирижёры: Барт Берман, Тео Брёйнс, Эдо де Ваарт и др.